# Scatteren
Scatteren is het digitaal weergeven van een percentage "geclusterde ruimte" door eenzelfde percentage ruimte, waarvan de partijen zijn verdeeld of verspreid.  Kristalraster gebruikt dit principe.
Een 50%-rasterpunt, gebruikt in de grafische industrie, bevat 50% zwartpartijen en 50% wit-partijen, netjes gegroepeerd tot een rond, vierkant of ovaal rasterpunt.  Na het scatteren wordt de 50% rastervulling behouden, doch de zwart-en witpartijen zijn, meestal random, verdeeld over hetzelfde vlak.
Hierdoor kan het contrast van een gedrukte foto fel verbeterd worden en is het gebruik van een rasterlineatuur, zoals 150 of 200 lpi (lijnen-per-inch), niet meer nodig.